# Rogówka

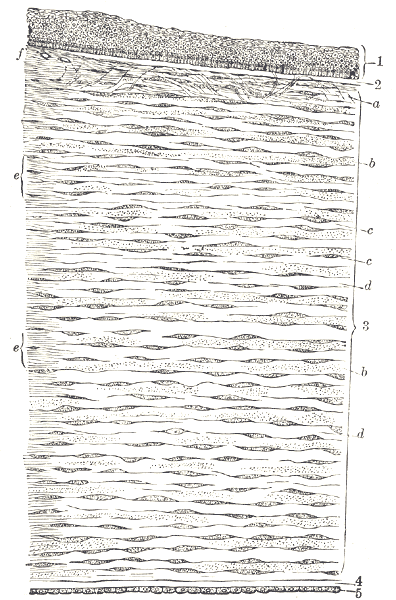
Przekrój ludzkiej rogówki na granicy przejścia w twardówkę.
1. Nabłonek zewnętrzny.
2. Błona Bowmana.
3. Istota właściwa rogówki.
a. Ukośne włókna przedniej warstwy istoty właściwej.
b. Błona włókien, które są przecięte w poprzek dając kropkowany obraz.
c. Ciałka rogówkowe (fibrocyty) o kształcie wrzecionowatym w tym przekroju.
d. Błona włókien, które są przecięte podłużnie.
e. Przejście w twardówkę z bardziej wyróżniającym się układem włókien oraz otoczeniem przez grubszy nabłonek.
f. Małe naczynia krwionośne przechodzące blisko brzegu rogówki
4. Błona Descemeta.
5. Śródbłonek komory przedniej oka.

Rogówka (łac. cornea) – wypukła zewnętrzna warstwa gałki ocznej w jej przedniej części. Ludzka rogówka ma ok. 11,5 mm średnicy i grubość 0,5–0,6 mm w środkowej części oraz 0,6–0,8 mm w części obwodowej. Za rogówką znajduje się ciecz wodnista, a za nią soczewka. Rogówka nie jest unaczyniona, naczynia upośledzałyby jej przezierność. Odżywia się dzięki dyfuzji – przez łzy i ciecz wodnistą gałki ocznej, a także dzięki neurotrofinom dostarczanym przez unerwienie rogówki. Posiada dużo zakończeń bólowych, włókien bezrdzennych.

## Warstwy rogówki
Rogówka składa się z pięciu warstw. W kolejności od przodu ku tyłowi są to:
- Nabłonek przedni rogówki (łac. epithelium anterius corneae) – składa się z 5–6 warstw nabłonka wielowarstwowego płaskiego nierogowaciejącego, nawilżanego przez łzy. Komórki tego nabłonka szybko się dzielą i łatwo regenerują. Pozostaje w łączności z nabłonkiem spojówki. Obecne są tu liczne zakończenia nerwowe (nocyreceptory).
- Blaszka graniczna przednia (łac. lamina limitans anterior corneae), inaczej błona Bowmana – złożona z nieregularnie rozmieszczonych włókien kolagenu, grubość 8–14 mikrometrów. Dobrze wykształcona m.in. u ludzi, bydła, a słabo u świń i koni.
- Istota właściwa rogówki (łac. substantia propria corneae). Jest najgrubszą warstwą rogówki. Buduje ją tkanka łączna włóknista, a między warstwami włókien obecne są korneocyty i leukocyty. Brak w niej naczyń krwionośnych.
- Blaszka graniczna tylna (łac. lamina limitans posterior corneae), inaczej błona Descemeta – jej urazy są odwracalne. Ma zdolność do odkształcania się, jest odporna na urazy mechaniczne i ulega regeneracji[1]. Budujący ją kolagen tworzy charakterystyczne układy sześciokątne zbudowane z węzłów i odcinków międzywęzłowych.
- Nabłonek tylny rogówki (łac. epithelium posterius corneae) – składa się z jednej warstwy komórek wielobocznych (nabłonek jednowarstwowy płaski).

Przez powierzchnię rogówki do wnętrza organizmu mogą wnikać liczne substancje chemiczne podawane w postaci kropli do worka spojówkowego, np.: kokaina, atropina, ezeryna, pilokarpina, o czym świadczy ich oddziaływanie na źrenicę.
Ponadto w rogówce można wyróżnić rąbek rogówki (łac. limbus corneae).

## Zdolność skupiająca
Rogówka silnie skupia promienie świetlne (ok. 43 D), bardziej niż soczewka (ok. 20 D). Jednak w przeciwieństwie do soczewki, siła skupiania promieni przez rogówkę jest stała (nie podlega regulacji).